# Arxiu Municipal de Castelló d'Empúries
L'Arxiu Municipal de Castelló d'Empúries (AMCE) és un arxiu públic de titularitat municipal adscrit a l'Ajuntament de Castelló d'Empúries i integrat al Sistema d'Arxius de Catalunya (SAC). Es troba a la planta baixa de l'edifici de l'Ajuntament, antic convent de Sant Domènec. L'Arxiu Municipal de Castelló d'Empúries conserva documents de procedència diversa i amb diferents suports. A banda de la documentació del mateix ajuntament, es poden consultar fons i col·leccions cedides per particulars, empreses i associacions, com també documents judicials, notarials i diverses col·leccions d'imatges, plànols i cartells. Aquests documents els trobem classificats en un Quadre d'organització de fons i col·leccions.

## Fons del comtat d'Empúries
Entre els fons que es conserven a l'Arxiu Municipal en destacaríem el del comtat d'Empúries (anys 949-1760). Va ser lliurat, en suport microfilm, el 2001 després de la signatura d'un conveni entre el Departament de Cultura de la Generalitat i la Fundación Casa Ducal de Medinaceli. El conveni ha permès posar a l'abast dels investigadors el patrimoni documental relatiu a les cases nobiliàries més representatives de la Catalunya medieval i dels primitius comtats catalans sobirans que disposava l'esmentada fundació. Pel que respecte al comtat d'Empúries i Peralada, el fons està format per 11.058 unitats documentals. Actualment es poden consultar en suport digital.
L'origen d'aquest arxiu es remunta al segle xi, quan Ponç I d'Empúries feu reunir els documents que fins aleshores havien estat produïts en el seu territori i els feu dipositar al castell de Quermançó.